# Ганс Франкенштайн
Ганс Франкенштайн (нім. Hans Frankenstein; 1893 — після 1940) — австрійський футбольний суддя, що обслуговував матчі Чемпіонату Австрії, національних збірних і Кубка Мітропи.

## Кар'єра
Як гравець виступав на позиції воротаря в складі клубу «Вієнна Крикет».
Розпочав судити футбольні матчі австрійського чемпіонату з 1926 року. Чотири рази був головним арбітром фінального матчу кубка Австрії — у 1930, 1932, 1936 і 1937 роках. Обслуговував міжнародні матчі національних збірних. Зокрема, у 1929—1937 роках був головним арбітром у дев'яти поєдинках. Серед них відбіркові ігри чемпіонатів світу 1934 і 1938, одного матчу кубка Центральної Європи, а також матчів Балтійського кубка. В цей же період був суддею чотирнадцяти матчів кубка Мітропи.
Був змушений закінчити кар'єру арбітра після Аншлюсу, як і багато інших австрійських суддів.

## Статистика

### Фінали кубка Австрії
| дата           | Стадіон               | Стадія | Матч                 | Рахунок | Глядачі |
| -------------- | --------------------- | ------ | -------------------- | ------- | ------- |
| 10 травня 1930 | «Рапідплац», Будапешт | фінал  | Ферст Вієнна–Аустрія | 1 : 0   | 12 000  |
| 26 травня 1932 | «Пратер», Будапешт    | фінал  | Адміра–Вінер АК      | 6 : 1   | 20 000  |
| 21 травня 1936 | «Пратер», Будапешт    | фінал  | Аустрія–Ферст Вієнна | 3 : 0   | 15 000  |
| 27 травня 1937 | «Пратер», Будапешт    | фінал  | Ферст Вієнна–Вінер   | 2 : 0   | 9 000   |

### Матчі збірних
| Дата       | Збірні                     | Рахунок | Турнір                           |
| ---------- | -------------------------- | ------- | -------------------------------- |
| 28.06.1929 | Югославія — Чехословаччина | 3:3     | Товариський матч                 |
| 17.09.1933 | Угорщина — Швейцарія       | 3:0     | Центральноєвропейський кубок     |
| 29.04.1934 | Угорщина — Болгарія        | 4:1     | відбір ЧМ-1934                   |
| 15.09.1935 | Польща — Латвія            | 3:3     | Товариський матч                 |
| 06.09.1936 | Латвія — Польща            | 3:3     | Товариський матч                 |
| 03.09.1937 | Литва — Латвія             | 1:5     | відбір ЧМ-1934 Балтійський кубок |
| 04.09.1937 | Естонія — Латвія           | 1:1     | Балтійський кубок                |
| 12.09.1926 | Литва — Естонія            | 0:4     | Балтійський кубок                |
| 10.04.1927 | Естонія — Латвія           | 0:2     | Балтійський кубок                |